# Distrito electoral de Smethwick
Smethwick es una circunscripción parlamentaria, centrada en la ciudad de Smethwick en Staffordshire. El distrito electoral fue creado para las elecciones generales de 1918, abolido para las elecciones generales de febrero de 1974 y restablecido para las elecciones generales de 2024. Se formó a partir del distrito electoral abolido de Warley, con la adición de la mayor parte del distrito de Blackheath.

## Bordes
2024-Presente: La circunscripción está compuesta por el distrito metropolitano de Sandwell y los distritos de: Abbey; Blackheath; Bristnall; Langley; Old Warley; St. Pauls; Smethwick; Soho y Victoria.

## Historia
El distrito ganó interés nacional durante las elecciones generales de 1918 cuando la líder sufragista Christabel Pankhurst decidió presentarse como candidata del Partido de Mujeres, en las primeras elecciones en las que las mujeres pudieron presentarse como candidatas. Ella fue una de las 17 candidatas que se presentaron al Parlamento. Esta fue su única candidatura, ya que perdió frente al candidato laborista. 
En 1945, el distrito celebró las primeras elecciones parciales de la posguerra, cuando el candidato laborista ganador, Alfred Dobbs, murió en un accidente de tráfico menos de veinticuatro horas después del recuento. El distrito fue objeto de cobertura mediática nacional durante las elecciones generales de 1964, cuando Peter Griffiths, el candidato del Partido Conservador, ganó el escaño contra la tendencia nacional, desbancando al titular del Partido Laborista, Patrick Gordon Walker, el portavoz de la oposición en el Parlamento anterior, en una campaña con connotaciones raciales. 

## Miembros del Parlamento

### Diputados entre 1918 y 1974
| Representante     | Representante     | Representante                     | Partido       | Inicio del mandato      | Fin del mandato                                   | Elecciones                              |
| ----------------- | ----------------- | --------------------------------- | ------------- | ----------------------- | ------------------------------------------------- | --------------------------------------- |
|                   |                   | John Davison (1870-1927)          | Laborista     | 14 de diciembre de 1918 | Diciembre de 1926 (8 años y 7 días)               | Elegido en 1918                         |
| Reelegido en 1922 |                   | John Davison (1870-1927)          | Laborista     | 14 de diciembre de 1918 | Diciembre de 1926 (8 años y 7 días)               |                                         |
| Reelegido en 1923 |                   | John Davison (1870-1927)          | Laborista     | 14 de diciembre de 1918 | Diciembre de 1926 (8 años y 7 días)               |                                         |
| Reelegido en 1924 |                   | John Davison (1870-1927)          | Laborista     | 14 de diciembre de 1918 | Diciembre de 1926 (8 años y 7 días)               |                                         |
|                   |                   | Oswald Mosley (1896-1980)         | Laborista     | Diciembre de 1926       | 27 de octubre de 1931 (4 años, 10 meses y 6 días) | Elegido en elecciones parciales de 1926 |
| -                 | Reelegido en 1929 | Oswald Mosley (1896-1980)         | Laborista     | Diciembre de 1926       | 27 de octubre de 1931 (4 años, 10 meses y 6 días) |                                         |
|                   | Reelegido en 1929 | Oswald Mosley (1896-1980)         | Nuevo Partido | Diciembre de 1926       | 27 de octubre de 1931 (4 años, 10 meses y 6 días) |                                         |
|                   |                   | Roy Wise (1901-1974)              | Conservador   | 27 de octubre de 1931   | 26 de julio de 1945 (13 años, 8 meses y 30 días)  | Elegido en 1931                         |
| Reelegido en 1935 |                   | Roy Wise (1901-1974)              | Conservador   | 27 de octubre de 1931   | 26 de julio de 1945 (13 años, 8 meses y 30 días)  |                                         |
|                   |                   | Alfred Dobbs (1882-1945)          | Laborista     | 26 de julio de 1945     | 5 de abril de 1955 (9 años, 8 meses y 10 días)    | Elegido en 1945                         |
|                   |                   | Patrick Gordon Walker (1907-1980) | Laborista     | Octubre de 1945         | 9 de octubre de 1964 (19 años y 8 días)           | Elegido en elecciones parciales de 1945 |
| Reelegido en 1950 |                   | Patrick Gordon Walker (1907-1980) | Laborista     | Octubre de 1945         | 9 de octubre de 1964 (19 años y 8 días)           |                                         |
| Reelegido en 1951 |                   | Patrick Gordon Walker (1907-1980) | Laborista     | Octubre de 1945         | 9 de octubre de 1964 (19 años y 8 días)           |                                         |
| Reelegido en 1955 |                   | Patrick Gordon Walker (1907-1980) | Laborista     | Octubre de 1945         | 9 de octubre de 1964 (19 años y 8 días)           |                                         |
| Reelegido en 1959 |                   | Patrick Gordon Walker (1907-1980) | Laborista     | Octubre de 1945         | 9 de octubre de 1964 (19 años y 8 días)           |                                         |
|                   |                   | Peter Griffiths (1928-2013)       | Laborista     | 16 de octubre de 1964   | 31 de marzo de 1966 (1 año, 5 meses y 15 días)    | Elegido en 1964                         |
|                   |                   | Andrew Faulds (1923-2000)         | Laborista     | 31 de marzo de 1966     | 12 de marzo de 1974 (7 años, 11 meses y 12 días)  | Elegido en 1966                         |
| Reelegido en 1970 |                   | Andrew Faulds (1923-2000)         | Laborista     | 31 de marzo de 1966     | 12 de marzo de 1974 (7 años, 11 meses y 12 días)  |                                         |

### Diputados desde 2024
| Representante | Representante | Representante          | Partido   | Inicio del mandato | Fin del mandato | Elecciones      |
| ------------- | ------------- | ---------------------- | --------- | ------------------ | --------------- | --------------- |
|               |               | Gurinder Josan (1972-) | Laborista | 9 de julio de 2024 | Presente        | Elegido en 2024 |

## Elecciones

### Elecciones en la década de 2020
|  | 48.01 % |

|  | 16.15 % |

|  | 12.95 % |

|  | 7.81 % |

|  | 6.97 % |

|  | 3.76 % |

|  | 2.90 % |

|  | 0.99 % |

|  | 0.46 % |

|  | 100 % |

|  | 48.20 % |

|  | 51.80 % |

### Elecciones en la década de 1940
|  | 68.85 % |

|  | 31.15 % |

|  | 100 % |

|  | 65.40 % |

|  | 34.60 % |

### Elecciones en la década de 1920
|  | 57.07 % |

|  | 33.70 % |

|  | 9.23 % |

|  | 100 % |

|  | 78.60 % |

|  | 21.40 % |